# 孟洲坝水电站
孟洲坝水电站位于中国广东省韶关市武江区西联镇车头村。工程于1992年12月13日开工，1996年12月28日第一台机组并网发电，1998年12月13日4台机组全部投产。大坝为重力坝和土坝，坝顶长491米，最大坝高33米。电站装机容量4.8万千瓦，年均发电量1.52亿千瓦时。电站水库总库容2.04亿立方米，控制流域面积14720平方千米。电站水库形成后，改善航道25千米，常年通航船只由50吨级提高到100吨级。水库贯穿韶关市区，建库后河道枯水位提高3～3.5米，槽蓄量比天然情况增加3倍多，韶关市市容及水环境进一步改善。